# 315
315 (CCCXV na numeração romana) foi um ano comum do século IV do Calendário Juliano, da Era de Cristo, a sua letra dominical foi B (52 semanas), teve início a um sábado e terminou também a um sábado.
| Ano completo                   |
| ------------------------------ |
| Ano comum com início ao sábado |

## Acontecimentos
- Eusébio torna-se bispo de Cesareia Marítima (data aproximada).

## Nascimentos
- Cirilo de Jerusalém, teólogo (data eventual, aproximada)

Mortes